# Sphaeronella sarsiellae
Sphaeronella sarsiellae is een eenoogkreeftjessoort uit de familie van de Nicothoidae. De wetenschappelijke naam van de soort is voor het eerst geldig gepubliceerd in 1975 door Bradford.